# Portets
Portets – miejscowość i gmina we Francji, w regionie Nowa Akwitania, w departamencie Żyronda.
Według danych na rok 1990 gminę zamieszkiwało 2008 osób, a gęstość zaludnienia wynosiła 130 osób/km² (wśród 2290 gmin Akwitanii Portets plasuje się na 212. miejscu pod względem liczby ludności, natomiast pod względem powierzchni na miejscu 735.).